# Funisciurus
Funisciurus är ett släkte i ekorrfamiljen med tio arter som förekommer i afrikanska regnskogar, i andra skogar och i savanner. De är mycket rörliga och har rödbrun till svart päls på ovansidan. Hos vissa arter är några kroppsdelar gulbruna. Dessutom har några arter strimmor på ryggen. De påminner lite om jordekorrar men är inte närmare släkt med dessa. Undersidan är hos alla arter vitaktig. Kroppslängden ligger mellan 15 och 25 centimeter, svansen är 10 till 20 centimeter lång. De flesta arter väger 150 till 200 g och bergsträdekorre är med en vikt av 200 till 330 g tyngre.
Enligt Catalogue of Life skiljer man mellan följande arter: Svenska trivialnamn enligt Curry-Lindahl (1984).
- Bergsträdekorre Funisciurus carruthersi Thomas 1906, bergsområdet Ruwenzori
- Funisciurus duchaillui Sanborn, 1953, Gabon
- Funisciurus isabella (Gray 1862), Kamerun, Centralafrikanska republiken, Kongo-Brazzaville
- Fyrstrimmig trädekorre Funisciurus lemniscatus (Le Conte 1857), öster om Guineabukten
- Gulgrön trädekorre Funisciurus congicus (Kuhl 1820), Kongo-Kinshasa, Angola, Namibia
- Brungrå trädekorre Funisciurus bayonii (Bocage 1890), Kongo-Kinshasa, Angola
- Rödsvart trädekorre Funisciurus substriatus de Winton 1899, västra Afrika
- Orangehuvad trädekorre Funisciurus leucogenys (Waterhouse 1842), västra Afrika
- Rödfotad trädekorre Funisciurus pyrropus (Cuvier 1833), västra och centrala Afrika
- Ryggstrimmig trädekorre Funisciurus anerythrus (Thomas 1890), centrala Afrika

Det är inte mycket känt om deras levnadssätt. Liksom andra ekorrar äter de främst frön, nötter och frukter samt ibland insekter och fågelägg. De bygger bon mellan trädens kvistar och har vanligen två ungar per kull. Ibland använd håligheter i palmernas stam som viloplats.
Nästan alla arter listas av IUCN som livskraftiga (Least Concern), bara Funisciurus bayonii, Funisciurus duchaillui och Funisciurus substriatus klassificeras som kunskapsbrist (Data Deficient).